# Klenovice na Hané
Klenovice na Hané là một làng thuộc huyện Prostějov, vùng Olomoucký, Cộng hòa Séc.